# Maui (mythologie)
Pour les articles homonymes, voir Maui (homonymie).
 (avril 2017).
Si vous disposez d'ouvrages ou d'articles de référence ou si vous connaissez des sites web de qualité traitant du thème abordé ici, merci de compléter l'article en donnant les références utiles à sa vérifiabilité et en les liant à la section « Notes et références ».
Māui est l'un des grands héros de la littérature orale polynésienne. Les récits de ses exploits se retrouvent dans pratiquement toutes les îles polynésiennes, avec peu de variations de nom. Maui est généralement considéré comme un « demi-dieu » (atua, ce qui se traduit par dieu). À d'autres endroits, il est considéré comme un « ancêtre ».

## Maori (Nouvelle-Zélande)
Dans la tradition maori, Maui (en maori Māui) est un héros culturel célèbre pour ses exploits. Il est le fils de Taranga, la femme de Makeatutara. Sa naissance est miraculeuse : sa mère jette son enfant prématuré à la mer, enveloppé dans une tresse des cheveux de son haut nœud (tikitiki) ; Maui est donc connu en tant que Māui-tikitiki-a-Taranga. Les esprits de l'océan découvrent et enveloppent l'enfant dans des algues. L'ancêtre divin de Maui, Tama-nui-ki-te-rangi prend alors l'enfant et l'élève jusqu'à son adolescence. Maui émerge de la mer et se rend à la maison de sa mère, y trouvant ses quatre frères, Māui-taha, Māui-roto, Māui-pae, et Māui-waho, ainsi que sa sœur, Hina. Les frères de Maui se méfient au début du nouveau-venu, mais après qu'il eut réalisé plusieurs tours de magie, tels que se transformer en différents types d'oiseaux, ils reconnaissent ses pouvoirs et l'admirent. Taranga ne reconnaît pas immédiatement Maui comme son enfant. Il lui raconte alors les circonstances de sa naissance, elle se rappelle et l'accepte. 

### Maui trouve son père
Maui reste avec sa mère et ses frères. Chaque matin, Taranga disparaît.  Prenant la forme d'un kererū, Maui descend après elle et la trouve avec son père, Makeatutara. Lorsque le père de Maui procède à son baptême (probablement un rajout à la suite de l'arrivée des missionnaires), il fait une erreur dans les incantations, et ce mauvais signe mènera finalement à la mort de Maui. Māui emmène la fille de Maru-i-te-aitu, et détruit ses récoltes ; peu après il assumera son rôle de personnage supernaturel.

### Maui attrape le Soleil
Maui prit une partie de la mâchoire de son ancêtre Muri-ranga-whenua et l'utilisa comme arme lors de sa première expédition. Il s'agit d'attraper le Soleil, et de le faire avancer plus lentement car les jours étaient trop courts pour que les gens finissent leur travail. Avec l'aide de ses frères, Maui attrape le Soleil avec un nœud coulant, et le frappe fort avec la mâchoire transformée en massue, jusqu'à ce que le Soleil promette d'aller plus lentement dans le futur. 

### Maui attrape l'île du Nord
Son exploit suivant est de hisser la terre du fond de l'océan : il utilisa à nouveau la mâchoire, cette fois-ci comme un hameçon. Maui, utilisant le sang de son nez comme appât, hisse le grand poisson des profondeurs. Lorsqu'il émerge des eaux, Māui va chercher un prêtre afin de réaliser les rites et prières. Pendant ce temps il laisse le poisson à la charge de ses frères. Ceux-ci n'attendent pas que Maui revienne et commencent à découper le poisson, qui commence immédiatement à se tordre de douleur, créant montagnes et vallées. Si ses frères avaient écouté Maui, l'île aurait été une grande plaine et les gens auraient pu voyager aisément à sa surface. C'est ainsi que fut créée Aotearoa (la Nouvelle-Zélande) avec l'île du Nord connue comme Te Ika-a-Māui (le poisson de Maui) et l'île du Sud Te Waka-a-Māui (le bateau de Maui).

### Māui découvre le secret du feu
Māui, découvrant que le secret du feu a été perdu sur la Terre, se résout à aller trouver Mahuika, la déesse du feu, et à apprendre l'art secret de faire du feu. Il lui rend visite, mais ses tours la rendent furieuse, et bien qu'il obtienne le secret du feu, il parvient à peine à s'en sortir vivant. Il se transforme en faucon mais ce tour ne lui sert guère, Mahuika mettant le feu à la terre et à la mer. Māui prie alors ses grands ancêtres, Tāwhirimātea et Whaitiri/Whatiri-matakataka, qui lui répondent par des trombes d'eau qui éteignent le feu. Peu après, Māui s'en va pêcher avec Irawaru, le mari d'Hina, sœur de Māui. Ils se querellent lorsque leurs lignes de pêche s'emmêlent, et à leur retour sur le rivage, Māui transforme Irawaru en chien. Hina folle de chagrin se jette à la mer, mais elle ne meurt pas.

### Maui cherche l'immortalité
Maui se considère prêt pour gagner l'immortalité pour l'Homme. Son père essaie de l'en dissuader, prédisant qu'il échouera à cause de ses fautes pendant la cérémonie baptismale. Maui va sans peur aller chez Hine-nui-te-po (« grande femme du monde de la nuit »). Il la trouve en train de dormir ; il marche à genoux (ou changé en ver) pour entrer dans le vagin de la déesse et ressortir par sa bouche. Il prévient les oiseaux, ses amis, qu'ils doivent rester silencieux ou la vieille femme va se réveiller et le tuer. D'abord les petits oiseaux peuvent se retenir de rire, mais quand Maui est sur le point d'émerger de l'autre côté le tiwakawaka ne peut pas se retenir et commence à rire. La vieille femme se réveille et écrase Maui entre les "dents de son vagin", le tuant.

### Maui et Rohe
Dans une rare version, une déesse nommée Rohe est la femme de Maui. Il la traite de manière cruelle et peu commune. Il désire changer de visage avec elle, car elle est très belle et lui est laid. Lorsqu'elle refuse, il obtient ce qu'il voulait en récitant une incantation alors qu'elle est endormie. Lorsqu'elle se réveille et réalise ce qui s'est passé, elle quitte ce monde pour les enfers où elle devient une déesse de la mort.

### Sa pirogue, l'île du Sud
Dans les traditions māori de l'île du Sud de Nouvelle-Zélande, Māui devint l'île du Sud, la péninsule de Banks marquant l'emplacement de son pied lorsqu'il hissa le très gros poisson. C'est ainsi qu'outre Te Wai Pounamu, un autre nom māori pour l'île du Sud est 'Te Waka a Māui' (la pirogue de Māui).

### Maui dans le Monde Souterrain
Le fils de Tangaroa, le facétieux Maui, ne se résignait pas à sa condition de mortel ; aussi décida-t-il de jouer un tour à Hine-nui-te-po, la déesse de la mort. Sa mère lui avait confié que quiconque parviendrait à approcher la déesse sans être attrapé, puis à ramper hors de son corps, pourrait échapper à la mort. De surcroît, la déesse elle-même périrait, de sorte que la mort serait définitevement abolie. Un jour, Maui trouva Hine-nui-te-po endormie. Enchanté, il se glissa dans le corps de la déesse. En voyant ce spectacle, tous ses amis éclatèrent de rire, et l'un d'entre eux, l'oiseau à queue en éventail, rit si fort qu'il reveilla Hine-nui-te-po. Furieuse, la déesse écrasa Maui dans ses entrailles avant qu'il ne put s'en fuir par sa bouche. Ainsi périt Maui, et la déesse de la mort continua de régner.  
source : Le petitt larousse illustré des légendes et des mythes

### Noms et épithètes
Autres noms pour Aotearoa :
- Maui-tikitiki (« Maui le haut nœud »)
- Maui-tikitiki-a-Taranga (« Maui le haut nœud de Taranga »)
- Maui-pōtiki (« Maui le dernier né »).

## Hawaï
À Hawaï, Maui apparaît dans diverses généalogies : dans le lignage de Ulu, il est le fils d'Akalana et de sa femme Hinakawea (Hina). Le couple a quatre fils, Maui-mua, Maui-hope, Maui-ki’iki’i et Maui-a-kalana. La femme de Maui-a-kalana s'appelle Hinakealohaila, et leur fils Nanamaoa. Maui est un des Kupua.

### Maui hisse les îles
Le grand hameçon de Maui est appelé Manaiakalani; et le leurre employé est l'aile de l'oiseau de compagnie d'Hina, l'alae. Maui aurait créé les Îles Hawaii en jouant un tour à ses frères. Il les convainquit de l'emmener pêcher, mais prit son hameçon dans le fond de l'océan.  Il dit à ses frères qu'il avait attrapé un gros poisson, et leur demanda de ramer aussi fort qu'ils le pouvaient.  Ses frères ramèrent de toutes leurs forces, et tout à leur effort, ne remarquèrent pas l'île émergeant derrière eux. Maui répéta ce tour plusieurs fois, créant ainsi les Îles Hawaii. Une autre tradition affirme que Maui planta son hameçon à Hamakua, pour pêcher le roi des poissons. Maui donna l'ordre à ses frères de ne pas regarder en arrière, ou bien l'expédition serait un échec. Hina, prenant la forme d'une gourde, apparut alors à la surface de l'eau, et Maui, sans s'en douter, attrapa la gourde et la posa devant son siège. Une femme dont la beauté était irrésistible apparut alors, et les frères se retournèrent pour contempler la merveilleuse déesse des eaux. Alors la ligne se rompit, Hina disparut, et l'effort pour unir le chapelet d'îles en une seule terre échoua.

### Maui attrape le Soleil
Le tour suivant de Maui est d'empêcher le Soleil d'aller trop vite. Hina l'envoie à un grand arbre wiliwili où il trouve sa vieille grand-mère aveugle en train de cuire des bananes ; il les lui vole les unes après les autres jusqu'à ce qu'elle le reconnaisse et accepte de l'aider. Il s'assied contre le tronc de l'arbre et prend les rayons de Soleil dans son lasso lorsque le Soleil est en train de se lever. Le Soleil plaide pour sa vie et accepte que les jours soient plus longs en été et plus courts en hiver. L'île de Maui et la constellation l'hameçon de Maui (Scorpion) tirent leur nom de cette légende.

## Tahiti
À Tahiti, Maui était un sage homme, ou un prophète, qui devint par la suite un dieu. Il était prêtre, mais fut ensuite déifié. Étant occupé au marae (lieu sacré), et le soleil étant bas alors que le travail de Maui restait inachevé, il saisit les hihi, ou rayons de soleil, et en stoppa la course pour un temps. En tant que découvreur du feu, Maui fut nommé Ao-ao-ma-ra'i-a car il enseigna l'art d'obtenir le feu en frottant du bois ; les gens mangeant auparavant leur nourriture crue. (Tregear 1891, 194, 235). Voir aussi Mahui'e, gardien tahitien du feu.

## Mangareva
À Mangareva, Maui hisse la terre de l'océan, et attache le soleil avec des tresses de cheveux. Son père est Ataraga et sa mère Uaega. Il y eut huit Maui : Maui-mua, Maui-muri, Maui-toere-mataroa, Tumei-hauhia, Maui-tikitiki-toga, Maui-matavaru, Maui-taha, Maui-roto. Maui aux huit yeux (matavaru) est le héros. Il est né du nombril de sa mère, et est élevé par son grand-père, Te Rupe, qui lui donne un bâton magique nommé Atua-tane, ainsi qu'une hache nommée Iraiapatapata (Tregear 1891:236).

## Samoa
En légende samoane, Ti'iti'i est le fils de Talaga. Il visite le dieu des tremblements de terre, Mafui'e, dans les enfers. Mafui'e lui donne du feu, et Ti'iti'i retourne sur terre cuisiner avec le feu. Mafui'e y va éteindre le feu avec son souffle, le répandant et cassant le four. Ti'iti'i se fâche et se bat avec Mafui'e, qui perd. Pour être libéré Mafui'e doit dévoiler le secret du feu ; il dit à Maui qu'il le trouvera dans chaque morceau de bois qu'il coupe. C'est depuis lors que les humains cuisinent.
Une femme appelée Mangamangai devient enceinte en regardant le soleil levant, et un enfant est né, appelé « enfant du soleil ». Lui et sa mère n'étant pas contents de la rapidité du passage du Soleil dans le ciel, l'enfant fait un nœud coulant pour attraper le Soleil, qui lui promet d'aller moins vite.

## Tonga
À Tonga, Maui fait monter les îles de Tonga à la surface de l'eau ; d'abord Ata, puis Tonga, Lofaga et les autres îles Haapai, et finalement Vavau. Maui choisit d'habiter sur Tonga, où il aura deux fils : Maui Atalaga, l'aîné, et Kisikisi, le cadet. Le second découvre le secret du feu, enseignant à l'homme comment cuisiner ; il fait apparaître le feu sur certains bois. Maui tient la terre sur les épaules, et quand il bouge sa tête en dormant il cause les tremblements de terre ; les humains doivent donner des coups de pied à la terre pour l'éveiller. Hikuleo, la divinité des enfers, est le frère cadet de Maui. Houga est l'endroit où Maui fera accrocher son hameçon.
D'autres sources disent qu'à Tonga il y avait trois frères Maui : Maui-motu'a (vieux Maui), Maui-atalanga et Maui-kisikisi (Maui libellule), ce dernier étant un filou. Il eut le nom de Maui-fusi-fonua (Maui qui tire la terre), quand il demande au vieux pêcheur Tongafusifonua l'hameçon magique. Tongafusifonua le lui donne, sous la condition de le trouver parmi sa collection d'innombrables hameçons. Mais sa femme, Tavatava, dévoile le secret permettant à Maui de choisir le bon hameçon. Il put donc pêcher sur les îles coralliennes depuis l'eau. (Les îles volcaniques étaient supposées tomber du ciel.)